# Gábor Gerstenmájer
Gábor Gerstenmájer, né le 13 septembre 1967 à Satu Mare (Roumanie), est un footballeur roumain, qui évoluait au poste de milieu offensif au Dinamo Bucarest et en équipe de Roumanie.
Gerstenmájer n'a marqué aucun but lors de ses trois sélections avec l'équipe de Roumanie en 1992. 

## Carrière de joueur
- 1987–1990 : Olimpia Satu Mare ( Roumanie)
- 1990–1991 : FC Brașov ( Roumanie)
- 1991–1993 : Dinamo Bucarest ( Roumanie)
- 1993–1995 : FC Lucerne ( Suisse)
- 1995–1999 : FC Schaffhouse ( Suisse)
- 1999–2001 : FC Winterthur ( Suisse)
- 2001–2002 : FC Baden ( Suisse)
- 2002–2003 : FC Frauenfeld ( Suisse)

## Palmarès

### En équipe nationale
- 3 sélections et 0 but avec l'équipe de Roumanie en 1992.

### Avec le Dinamo Bucarest
- Champion de Roumanie : 1992

### Distinctions personnelles
- Meilleur buteur du Championnat de Roumanie de football : 1992 (21 buts)